# George Edgcumbe
Hon. George Edgcumbe (* 23. Juni 1800; † 18. Februar 1882) war ein britischer Diplomat und Politiker, der einmal als Abgeordneter für das House of Commons gewählt wurde.

## Herkunft und Jugend
George Edgcumbe entstammte der englischen Adelsfamilie Edgcumbe. Er war der dritte und jüngste Sohn von Richard Edgcumbe, 2. Earl of Mount Edgcumbe und dessen Frau Sophia Hobart. Er besuchte ab 1812 die Harrow School, ehe er ab 1818 am Balliol College in Oxford studierte.

## Tätigkeit als Politiker und als Diplomat
1826 wurde Edgcumbe Major der Miliz von Cornwall, diese Position behielt er bis 1855. Bei der Unterhauswahl 1826 wurde er am 10. Juni als Abgeordneter für das Borough Plympton Erle gewählt, wo sein Vater erheblichen politischen Einfluss hatte. Im House of Commons war er jedoch nicht aktiv und legte schon am 2. Dezember 1826 sein Mandat wieder nieder. Stattdessen trat er in den diplomatischen Dienst und diente von 1828 bis 1830 als Legationssekretär bei der britischen Gesandtschaft in der Schweiz. Danach war er von 1831 bis 1837 Legationssekretär bei der britischen Botschaft im Großherzogtum Toskana, dann bis 1838 wieder kurzzeitig in der Schweiz und danach bis 1858 bei der Botschaft im Königreich Hannover.

## Familie und Nachkommen
Edgcumbe hatte am 19. Mai 1834 Fanny Shelley, eine Tochter von Sir John Shelley, 6. Baronet geheiratet. Mit ihr hatte er zwei Söhne und vier Töchter, darunter:
- Richard Edgcumbe (1843–1937)
- Edward Mortimer Edgcumbe (1847–1890)
- Caroline Cecilia Edgcumbe († 1909)
- Emma Frances Edgcumbe († 1854)
- Elizabeth Katherine Edgcumbe (1841–1918)
- Emily Fanny Georgina Edgcumbe (um 1850–1915)

Anlässlich seiner Heirat hatte Edgcumbe von seinem Vater £ 10.000 erhalten, weitere £ 1000 erbte er 1839 nach dem Tod seines Vaters. Nach dem kinderlosen Tod des 5. Earl of Mount Edgcumbe 1944 erbte George Edgcumbes Enkel Kenelm Edgcumbe den Titel. Nach dessen Tod 1965 erbten Nachfahren von Edgcumbes jüngeren Sohn Edward den Titel.